# Jože Bernik
Jože Bernik, slovenski politik in pravnik, * 13. april 1924, Puštal, Škofja Loka, † 14. oktober 2011,  Ljubljana, Trnovo.

## Življenjepis
Med drugo svetovno vojno je kot civilist delal v domobranskem centru. Leta 1945 so ga oblasti zaprle, po koncu vojne pa je zbežal iz države. Prek Avstrije, Italije in Španije je odšel v Združene države Amerike, kjer je sprva diplomiral iz mednarodne trgovine in nato leta 1960 še doktoriral iz prava; do svoje upokojitve leta 1989 je delal na več vodilnih položajih v velikem farmacevtskem podjetju Abbott Laboratories.
Leta 1991 je postal član SKD-ja. -ja. Leta 1997 je s podporo SKD-ja in SDS-a kandidiral na volitvah za predsednika republike. Bernik je bil leta 2000 na listi Nove Slovenije izvoljen za poslanca.
Leta 1991 se je včlanil v Slovenske krščanske demokrate (SKD) in aktivno deloval v Svetovnem slovenskem kongresu (SSK), bil je eden izmed pobudnikov za njegovo ustanovitev, njegov prvi podpredsednik in dva mandata predsednik SSK (1994-2000), nato pa je bil izvoljen za njegovega častnega predsednika. Leta 1997 je s podporo SKD in SDS kandidiral na predsedniških volitvah, nato pa bil leta 2000 izvoljen za poslanca v državnem zboru na listi Nove Slovenije.
Poročen je bil z Marijo Bevčar Bernik.

## Odlikovanja in nagrade
Leta 2004 je prejel zlati častni znak svobode Republike Slovenije z naslednjo utemeljitvijo: »ob 80-letnici za zasluge v dobro slovenstva in Slovencem, pri osamosvojitvi in mednarodnem priznanju ter razvoju demokracije v Republiki Sloveniji«.